# انجل کروز
انجل کروز (انگلیسی: Ángeles Cruz؛ زادهٔ ۱۹۶۹ (۵۵–۵۶ سال)) بازیگر و فیلم‌نامه‌نویس اهل مکزیک است.
او برندهٔ جوایزی همچون جایزه آریل شده است.